# Bernardino Scotti
Bernardino Scotti (Milão, 6 de outubro de 1656 – Roma, 16 de novembro de 1726) foi um cardeal do século XVIII

## Biografia
Nasceu em Milão em 6 de outubro de 1656. Dos condes Scotti. Filho do Conde Vincenzo Scotti e Teodora Cusana Borromeo. Ele também está listado como Bernardino de 'Conti Scotti; e seu sobrenome Scotto.
Estudou direito. (Nenhuma informação educacional adicional encontrada).
Ingressou no Collegio degli Avvocati de Milão em 1680. Dotado das abadias de S. Giovanni al deserto e de S. Gottardo di Modoezia. Mudou-se para Roma e tornou-se advogado consistorial encarregado das causas dos santos, 1682. Auditor do cardeal Pietro Ottoboni no pontificado do papa Alexandre VIII. Referendário dos Tribunais da Assinatura Apostólica de Justiça e da Graça, mantendo o cargo de advogado consistorial, 18 de novembro de 1689. Relator da SC da Sagrada Consulta. Secretário da Congregação das Águas, 1694. Votante do Tribunal da Assinatura Apostólica de Justiça, setembro de 1694. Auditor da Sagrada Rota Romana, junho de 1693; tomou posse em 29 de março de 1694 (?). Consultor da SS.CC. dos Ritos e da Imunidade Religiosa. Secretário da SC de Imunidade Religiosa, 23 de maio de 1694. Em 1702, foi nomeado datário do cardeal Francesco Barberini, legado a latere perante o rei Felipe V da Espanha. Em 1711, foi nomeado datário do cardeal Giuseppe Renato Imperiali, legado a latere em Milão perante o príncipe Carlos da Áustria, mais tarde imperador Carlos VI. Governador de Roma e vice-camerlengo da Santa Igreja Romana, de 10 de dezembro de 1711 a 16 de dezembro de 1715; pró-governador até 23 de junho de 1717.
Criado cardeal e reservado in pectore no consistório de 29 de maio de 1715; publicado no consistório de 16 de dezembro de 1715. Concedeu dispensa por não ter recebido as ordens menores no momento de sua criação cardinalícia, 16 de dezembro de 1715. Recebeu o chapéu vermelho e o título de S. Pietro in Montorio, 5 de fevereiro de 1716 Pró-prefeito do Tribunal da Assinatura de Justiça, 21 de junho de 1717. Renunciou ao pró-governo, 26 de junho de 1717. Recebeu o subdiaconato, 24 de outubro de 1717; diaconato, 28 de outubro de 1717.
Ordenado em 31 de outubro de 1717. Prefeito do Tribunal da Assinatura Apostólica de Justiça, em 26 de novembro de 1718. Participou do conclave de 1721, que elegeu o Papa Inocêncio XIII. Camerlengo do Sagrado Colégio dos Cardeais, de 20 de janeiro de 1723 a 12 de janeiro de 1724. Participou do conclave de 1724, que elegeu o Papa Bento XIII. Faleceu ao regressar de uma viagem ao Santuário de Nossa Senhora do Loreto. Ele restaurou e embelezou as igrejas de S. Maria de' Miracoli e S. Carlo al Corso. O cardeal Caracciolo ajudou com grandes somas e material os venezianos na guerra de Corfu e na guerra dos suíços.
Morreu em Roma em 16 de novembro de 1726, em seu palácio romano, perto da igreja de S. Tommaso degli Angeli. Transferido para a igreja de Ss. Carlo e Ambrogio, dei Lombardi , Roma; em 18 de novembro de 1726; a capella papalis ocorreu no dia seguinte; e foi sepultado nessa mesma igreja, junto à porta lateral, num túmulo com as suas armas cardeais e um simples epitáfio. Está homenageado na igreja de S. Urbano, onde os Capuchinhos, em agradecimento e reconhecimento ao seu grande benfeitor, ergueram uma placa fúnebre.